# Otočje Tavşan
Otočje Tavşan (tur. Tavşan adaları ili Karayer adaları, grčki: Λαγούσες or Μαυριές νήσοι) su skupina malih nenaseljenih turskih otoka u sjevernom Egejskom moru. Udaljeni su otprilike 7 km od obale kopna turske pokrajine Çanakkale, 10 km sjeverno od otoka Tenedos (Bozcaada), i 13 km jugozapadno od ulaza u Dardanele. Najveći otočić u skupini, nazvan Tavşan adası ili pravi Zečji otok, dug je oko 2 km, a širok 600 metara. Na njegovom jugu su tri mala stjenovita otočića Pırasa, Orak i Yılan.
Zečji otoci dobili su određeni politički i strateški značaj početkom 20. stoljeća, jer su njihove teritorijalne vode važne za kontrolu ulaza u Dardanele. U Ugovoru iz Lausanne spominju se u članku 12. zajedno s obližnjim većim otocima Tenedos i Imbros (Gökçeada) kao jedini egejski otoci koji nisu pod grčkom kontrolom, uz one otoke koji se nalaze manje od 3 milje (4.83 km) od turskog kopna.
Danas su otočići popularno mjesto za ljubitelje ronjenja.

## Vanjske poveznice
|  | Zajednički poslužitelj ima još gradiva o temi Otočje Tavşan |